# 扎赫雷貝利亞 (克雷門丘克區)
49°24′6″N 33°51′50″E / 49.40167°N 33.86389°E
扎赫雷貝利亞（羅馬化：Zahrebellia）是烏克蘭中部的村莊，隸屬波爾塔瓦州的克雷門丘克區。該村處於普肖爾河左岸，分別距離霍夫特瓦1.5公里和霍里什基3公里，海拔高度74米，2001年人口33。